# August Hermann Lange
August Hermann Lange (* 7. November 1867 in Strehla; † 19. Februar 1922 in Zwickau) war ein deutscher Ingenieur und Automobilkonstrukteur.
Nach seiner Schulzeit von 1874 bis 1884 in Leipzig und einer technischen Ausbildung und Tätigkeit bei der Maschinenfabrik Adolf Bleichert & Co. in Leipzig absolvierte Hermann Lange von 1892 bis 1894 ein Ingenieurstudium am Technikum Mittweida. Danach arbeitete er als Konstrukteur in zwei Leipziger Motorenfabriken.
1897 wechselte er zur Rheinischen Gasmotorenfabrik Benz & Co. in Mannheim, wo er August Horch kennenlernte. 1904 holte August Horch Lange als technischen Direktor in sein neu gegründetes Unternehmen nach Zwickau, die A. Horch & Cie. Motorwagenwerke AG. Als Horch aus diesem Unternehmen gedrängt wurde und 1909 stattdessen die Audi Automobilwerke gründete, wechselte Lange mit ihm. Bei Audi bekleidete er wiederum die Funktion als technischer Direktor und wurde bei der Umwandlung in eine Aktiengesellschaft 1915 in deren Vorstand berufen.